# 国立宮殿
国立宮殿（こくりつきゅうでん、スペイン語: Palacio Nacional）は、メキシコの連邦行政機関の建物である。メキシコシティの中央広場であるソカロ（憲法広場）に面して建っている。アステカ帝国時代以来この地にはメキシコ統治階級の宮殿があり、現在の国立宮殿の建築材料の大部分は16世紀の皇帝モクテスマ2世の宮殿に使われていたものである。

## 建物
現在、国立宮殿は政府庁舎および国立の宮殿として使われている。テソントレ（赤い火山岩）のファサードを持ち、ソカロの東側全体を占める。横幅は200メートル以上ある。

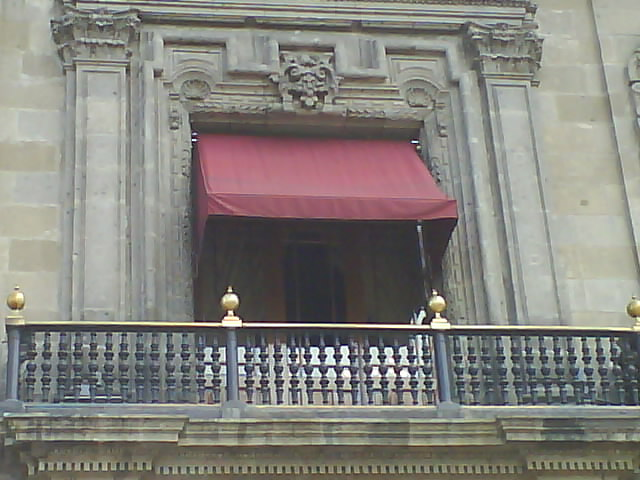
中央バルコニー

南と北に2つの塔が立つ。建物には3つの入口があり、それぞれ建物の別の場所につながっている。南の入口は名誉のパティオと大統領官邸（一般人は入れない）につながっている。北の入口は、この入口を1850年に建設したマリアノ・アリスタを称えてプエルタ・マリアナと呼ばれる。この入口の隣はかつて監獄で、法廷と拷問用の部屋がある。今は財務省が使用している。

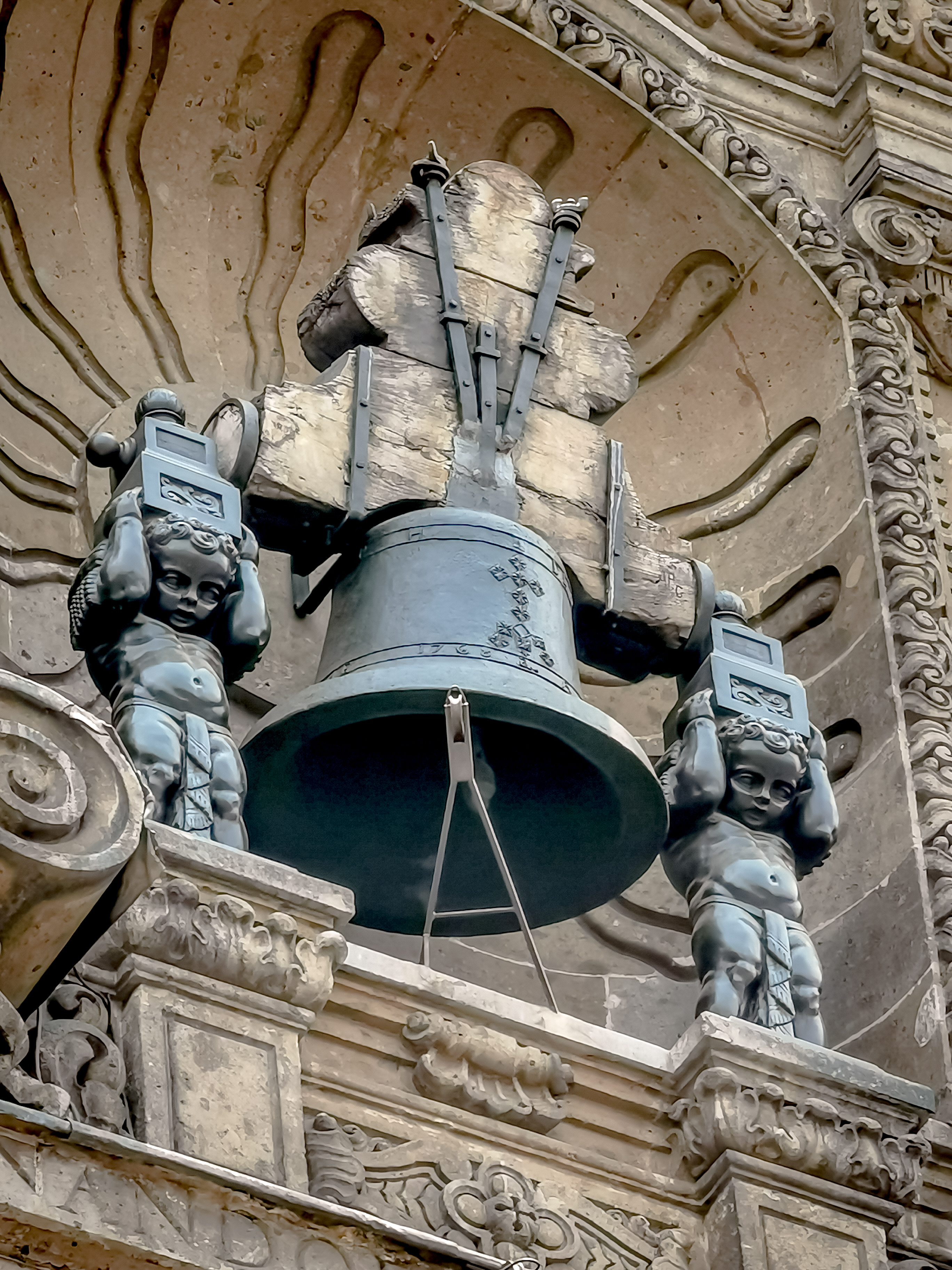
ミゲル・イダルゴが1810年9月16日早朝のドロレスの叫びの時に使用した鐘。1896年にポルフィリオ・ディアス大統領の命令で国立宮殿に移転された。周りの壁龕と彫刻は1926-30年ごろに再建された。

ソカロに面した中央入口の上にバルコニーがあり、ここで9月15日の午後11時前にメキシコの大統領がドロレスの叫びを再現する。このときにバルコニーの上にある鐘が鳴らされるが、これはミゲル・イダルゴがスペインに対する反乱を呼びかけたときに鳴らした鐘の実物で、もともとグアナフアト州ドローレス・イダルゴにあったが、後に宮殿に移された。1964年にはフランスの大統領だったシャルル・ド・ゴールが宮殿からスペイン語でソカロの民衆に演説した。
中央入口をはいった所にある中央のパティオはバロック式のアーチに囲まれている。2階に上がる階段にはディエゴ・リベラによる1521年から1930年までのメキシコの歴史を描いた壁画が描かれており、450平方メートルの大きさがある。これらの壁画は1929年から1935年にかけて描かれ、「メキシコ人の叙事詩」と総称されている。右側の壁画はスペイン以前のメキシコで、中心にアステカ神話の神であるケツァルコアトルが描かれている。中央部ではスペインによる征服が醜い姿で描かれ、また先住民の権利を守ろうとする聖職者も描かれている。一番上には独立戦争、その下にはアメリカとフランスの侵略やレフォルマ戦争とメキシコ革命が描かれる。左側にはプルタルコ・エリアス・カリェス、ジョン・ロックフェラー、ハリー・シンクレア、ウィリアム・ダラント、ジョン・モルガン、コーネリアス・ヴァンダービルト、アンドリュー・メロン、カール・マルクスらが描かれ、またディエゴの妻であるフリーダ・カーロも描かれている。ディエゴは中階にもスペイン以前の先住民たちの連作壁画を描いているが、未完に終わっている。上階はかつて副王の劇場だったが、1829年から火災で失われる1872年までメキシコ下院であり、ここで1857年憲法が書かれた。1857年憲法と1917年憲法が展示されている。
宮殿には14の中庭があるが、一般開放されているものは少ない。国立宮殿はまた国家公文書館でもあり、多数の歴史的文書が集められている。メキシコ最大かつ最重要な図書館のひとつであるミゲル・レルド・デ・テハダ (Miguel Lerdo de Tejada) 図書館もある。
北の別館には今は使われていない国庫室(Salón de la Tesorería)とベニート・フアレス博物館がある。博物館へ行く途中の、かつて財務省だった場所にベニート・フアレス大統領の像（ミゲル・ノレーニャ作）がある。財務省のパティオの中にはベニート・フアレスの部屋があり、大統領は任期の終わりをここで過ごし、1872年7月18日に死んだ。大統領の寝室・居間・書斎は当時の状態を完全に保存し、大統領の多数の遺品が置かれている。

## 歴史

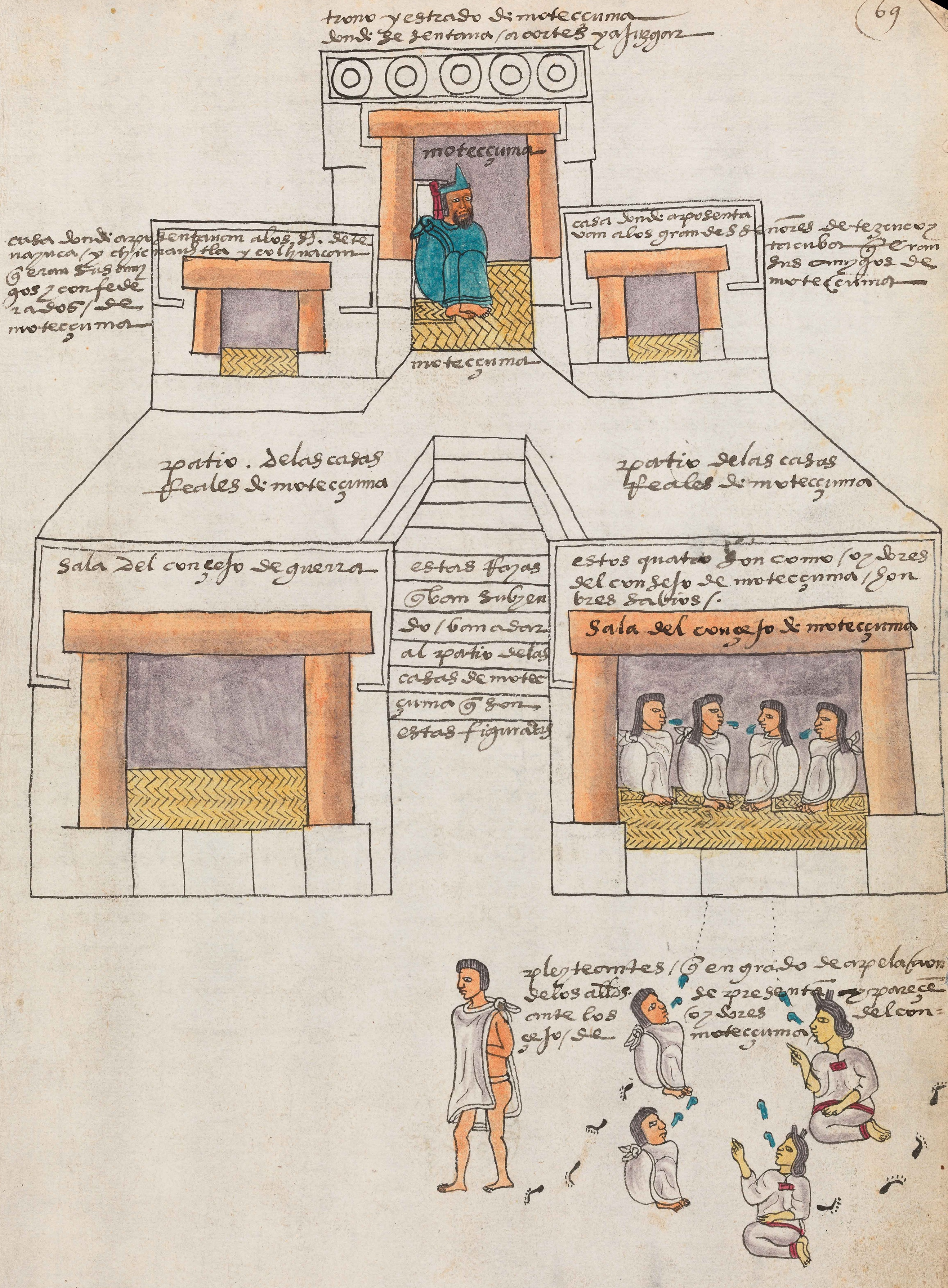
『メンドーサ絵文書』より、モクテスマ2世の宮殿

現在国立宮殿が建っている場所は、モクテスマ2世の「新しい家」と呼ばれた建物があった場所とほぼ一致する。そこはアステカのトラトアニの住居であり、官庁としての機能も備えていた。その豪華さがエルナン・コルテスを驚かせたことは、コルテスがカール5世に送った手紙に記されている。

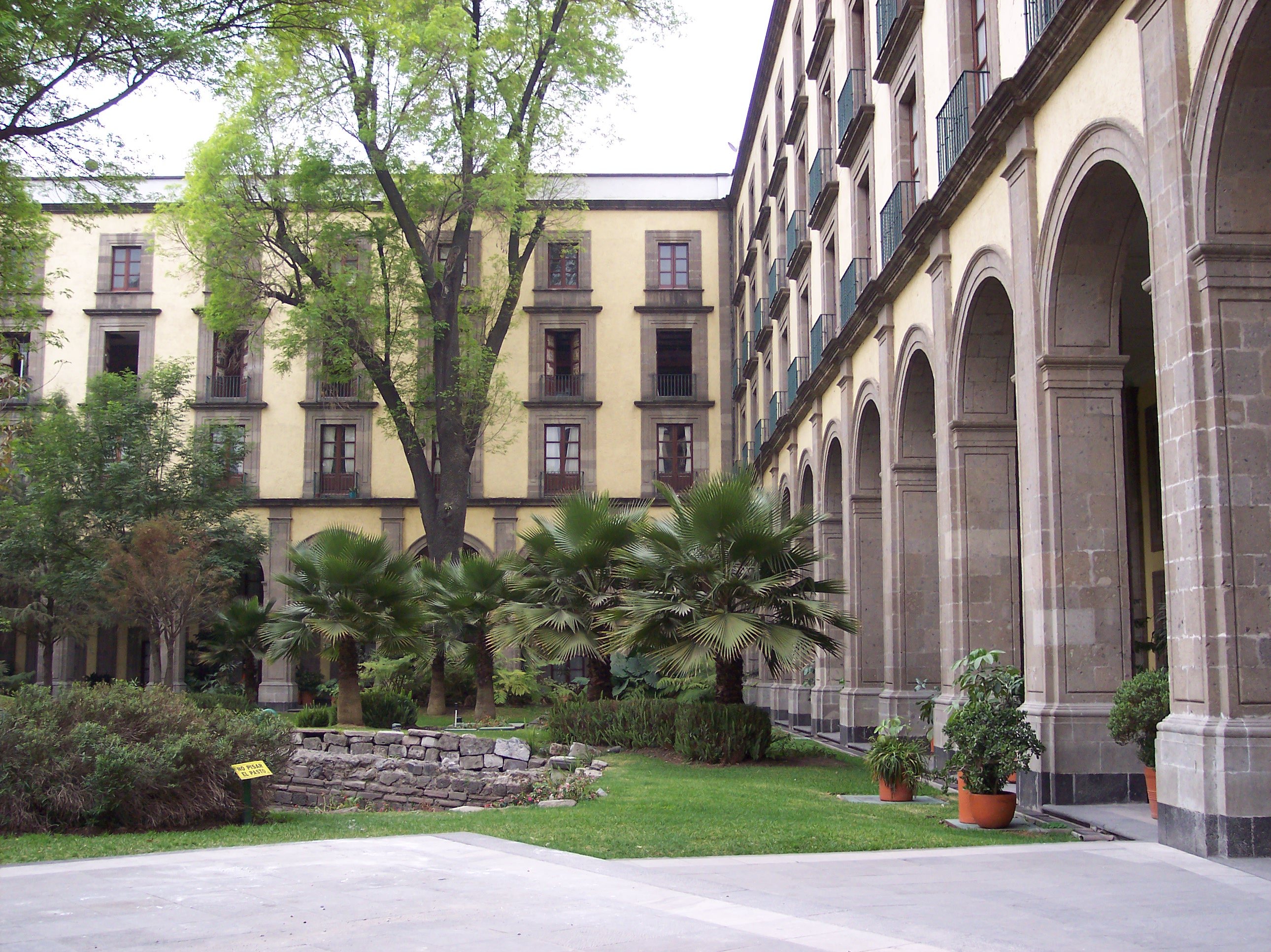
国立宮殿の庭

コルテスは最初ソカロの反対側にあった「古い家」（今の国営質店の場所にあった）に1521-1530年のあいだ住んだが、その間に建築家ロドリーゴ・デ・ポントシージョスとレアン・ロドリゲスによって宮殿を再建させた。コルテスの宮殿は要塞であって四隅に大砲のための銃眼、中二階にマスケット銃の銃眼を持っていた。中庭は巨大で、そこではヌエバ・エスパーニャで記録に残る最初の闘牛が行われた。
1562年、スペイン王室はコルテスの家族から宮殿を購入し、副王の宮殿とした。1820年代のメキシコ独立までその状態が続いた。宮殿は副王の権力の中心であったため、反乱が起きたときにはしばしば宮殿が攻撃された。副王と大司教が対立した1624年には大司教の支持者によって宮殿が放火された。1692年に宮殿はほとんど破壊され、当時の副王ガスパル・デ・サンドバルは修道士ディエゴ・バルベルデに宮殿を再建させた。歴史学者のマヌエル・リベラ・カンバスによれば、再建された宮殿は要塞らしさを失い、バロック様式で設計された。その後はメキシコ独立まで基本的に変化はなかった。
独立後、副王の宮殿は国立宮殿と改称され、多くの変更が加えられてきた。プルタルコ・エリアス・カリェスが大統領だった1926年から1929年にかけて、建築家で当時の財務大臣だったアルベルト・J・パーニ (Alberto J. Pani) とAugusto Petriccioliによって改築され、3階がつけ加えられた。ドローレスの鐘は中央入口の上のバルコニーの上のアトラスつきの壁龕の中に置かれた。ファサードは赤いテソントレの石で覆われ、入口・窓・コーニス・胸壁には石の枠が作られた。内部では中央のパティオに大理石の大階段が設置された（後にディエゴ・リベラによる『メキシコの歴史』の壁画がここに描かれた）。1872年の火事で放棄されていた旧下院は再建されて独立百周年博物館として開館した。ベニート・フアレスの像が北のかつての彼の住居の近くに設置された。この像は青銅製で、レフォルマ戦争中に保守派の軍隊が使った大砲とプエブラの会戦でフランス軍が使った兵器を溶かして作られた。改築の結果国立宮殿はバロック的（そしてフランス的）外観を失い、現在見るような外観に変わった。

### 大統領官邸として
植民地時代のヌエバ・エスパーニャ副王は、初代のアントニオ・デ・メンドーサと最後のフアン・オドノフ以外の全員がこの宮殿に住んだ。独立後、初代メキシコ大統領のグアダルーペ・ビクトリアから19世紀末のマヌエル・ゴンサレス（任期1880-1884年）まで国立宮殿を住居として使用した。その後はチャプルテペク城やロス・ピノスが大統領の官邸になったが、2018年に大統領になったアンドレス・マヌエル・ロペス・オブラドールによって再び官邸が国立宮殿に移された。国立宮殿に滞在した著名な人物には、ソル・フアナ＝イネス・デ・ラ・クルス、マテオ・アレマン、セルバンド・デ・ミエル (Servando Teresa de Mier) （ここで没した）、アレクサンダー・フォン・フンボルト、シモン・ボリバルが含まれる。